# فرودگاه ماکوهو
فرودگاه ماکوهو (به انگلیسی: Maquehue Airport) (به زبان بومی: Aeropuerto Maquehue) یک فرودگاه همگانی با کد یاتا ZCO است که یک باند فرود آسفالت دارد و طول باند آن ۱۷۰۰ متر است. این فرودگاه در کشور شیلی قرار دارد و در ارتفاع ۹۳ متری از سطح دریا واقع شده‌است.